# لوسي (سجائر)
في الولايات المتحدة,لوسي هي سيجارة يتم شراؤها او بيعها.

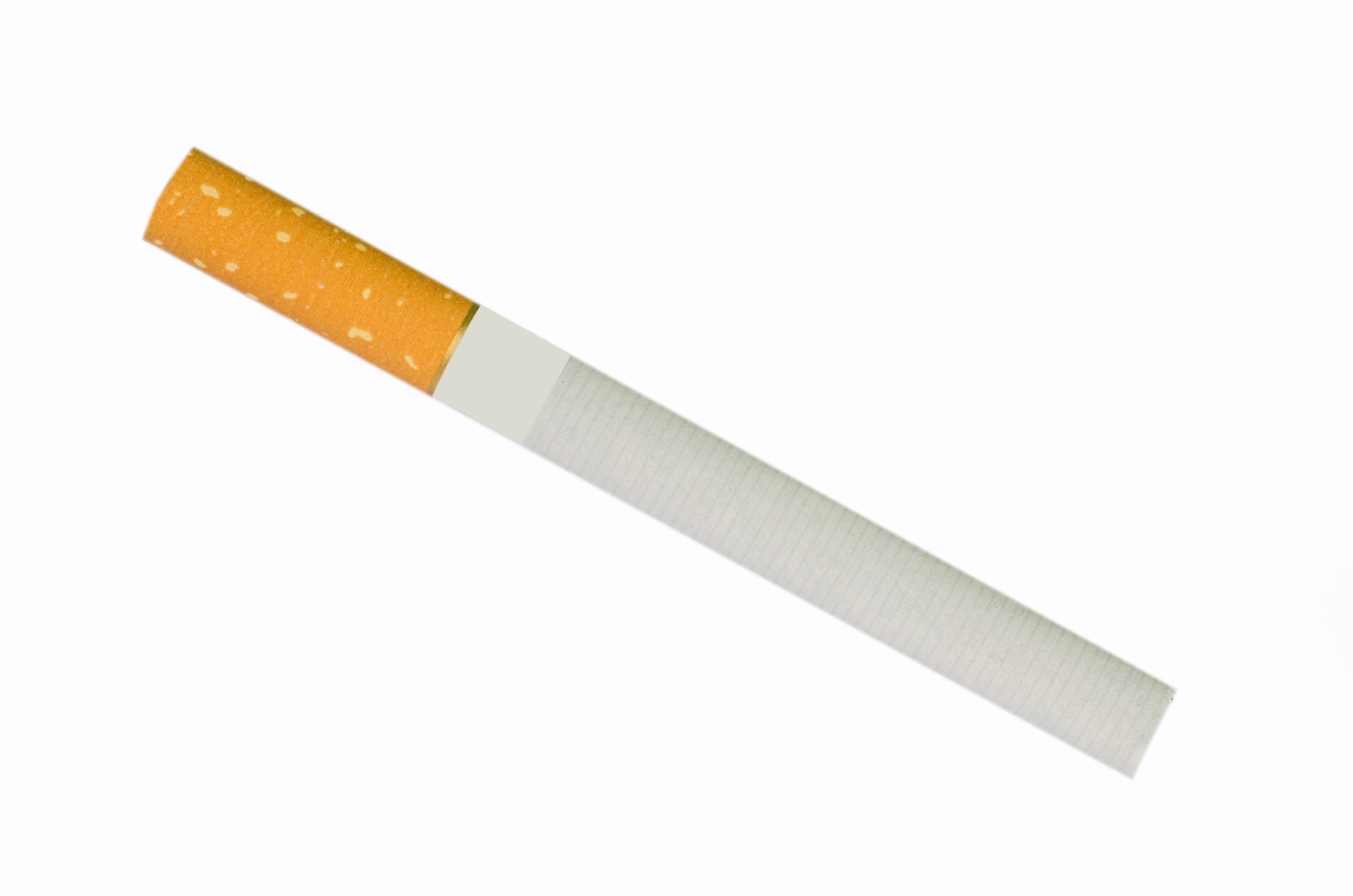
A single cigarette

يجب بيع السجائر بكمية لا تقل عن 20.تم حظر بيع السجائر (لوسي)بسبب القلق بانها قد تكون جاذبة للاطفال.توجد سجائر لوسي في المناطق ذات الدخل المنخفض.تم القاءعلى الزيادة في مبيعات سجائر لوسي على ارتفاع تكلفة السجائر بسبب الضرائب المرتفعة.
في عام 2014, تم قتل إريك غارنر عندما حاول ضباط شرطة نيويورك اعتقاله بتهمة بيع سجائر لوسي.